# Преображенская, Лариса Дмитриевна
Лариса Дмитриевна Преображенская (3 октября 1929 Киев — 15 сентября 2009 Москва) — советская теннисистка и теннисный тренер. Заслуженный тренер РСФСР.
Среди воспитанниц Преображенской были такие известные теннисистки как Елена Гранатурова, Юлия Кошеварова, Евгения Куликовская, Анна Курникова, Вера Миклашевская, Екатерина Макарова, Виктория Мильвидская, Татьяна Панова.
В 2006 году её имя было включено в списки Зала российской теннисной славы.

## Семья
- Отец Горин, Дмитрий Прокофьевич (1901—1943) — советский борец классического стиля, чемпион и призёр чемпионатов СССР, Заслуженный мастер спорта СССР[1].
- Мать и тренер Горина, Антонина Фердинандовна (1905—1982) — спортсменка (теннис, лыжные гонки), тренер (теннис), мастер спорта, входила в десятку сильнейших теннисисток страны[2].